# Engadiner Straße
Die Engadiner Straße (B 184) ist eine Landesstraße im Oberen Gericht in Tirol mit einer Länge von 2,7 km.

## Verlauf
Die Engadiner Straße zweigt vor der Kajetansbrücke von der Reschenstraße (B 180) ab und verläuft am linken (westlichen) Innufer über Rauth und Schalkl zur Schweizer Grenze, wo sie in die Hauptstrasse 27 übergeht, die durch das Engadin bis Silvaplana führt.

## Geschichte
Die Schalkl-Straße gehört zu den Bundesstraßen, die durch das Bundesgesetz vom 8. Juli 1921 eingerichtet wurden. Nach dem Anschluss Österreichs wurde die Schalkl-Straße bis 1945 als Reichsstraße 24a bezeichnet. Von 1949 bis 1971 wurde die Abzweigung nach Schalkl als B 187 a („Abzweigung von der Vinschgauer Straße“) bezeichnet, seit 1971 wird sie als B 184 geführt und trägt den Namen Engadiner Straße.

## Verkehr
Der durchschnittliche tägliche Verkehr an der Zählstelle Pfunds-Engadin beträgt 1332 Kraftfahrzeuge (Stand 2018).